# Ketchum (Idaho)
Ketchum – miasto w Stanach Zjednoczonych, w stanie Idaho, w hrabstwie Blaine.

## Znane osoby
Popełnił w nim samobójstwo Ernest Hemingway.

## Miasta partnerskie
- Lignano Sabbiadoro, Włochy
- Tegernsee, Niemcy